# Elías Cuesta
Elías Cuesta Cobo es un arquero español nacido en Jaén el 15 de marzo de 1983. Ha participado en los Juegos Olímpicos de Londres 2012.
Es hermano de Irene Cuesta, otra arquera española y entrenadora del equipo paralímpico nacional de tiro con arco.